# Piłka wodna na Letniej Uniwersjadzie 2013
Piłka wodna na Letniej Uniwersjadzie 2013 została rozegrana w dniach 5–17 lipca 2013. Do rozdania były dwa komplety medali, po jednym w turnieju dla mężczyzn i kobiet. W turnieju męskim wystartowało 12 reprezentacji, natomiast w turnieju pań 8 reprezentacji. Obrońcą tytułu mistrzowskiego sprzed 2 lat była reprezentacja Serbii wśród mężczyzn i reprezentacja Chin wśród kobiet.

## Medaliści
| Konkurencja:                | Złoto: | Srebro: | Brąz:  |
| Mężczyźni                   |        |         |        |
| Turniej drużynowy szczegóły | Węgry  | Rosja   | Serbia |
| Kobiety                     |        |         |        |
| Turniej drużynowy szczegóły | Rosja  | Węgry   | Włochy |

## Turniej mężczyzn
| Grupa A - Rosja - Japonia - Węgry - Australia - Kanada - Gruzja | Grupa B - Serbia - Stany Zjednoczone - Włochy - Brazylia - Czarnogóra - Belgia |

## Turniej kobiet
| Grupa A - Rosja - Włochy - Kanada - Japonia | Grupa B - Stany Zjednoczone - Australia - Francja - Węgry |

## Klasyfikacja medalowa
| Klasyfikacja medalowa | Klasyfikacja medalowa | Klasyfikacja medalowa | Klasyfikacja medalowa | Klasyfikacja medalowa | Klasyfikacja medalowa |
| Miejsce               | Reprezentacja         | Złoto                 | Srebro                | Brąz                  | Razem                 |
| --------------------- | --------------------- | --------------------- | --------------------- | --------------------- | --------------------- |
| 1                     | Rosja                 | 1                     | 1                     | 0                     | 2                     |
| 1                     | Węgry                 | 1                     | 1                     | 0                     | 2                     |
| 3                     | Włochy                | 0                     | 0                     | 1                     | 1                     |
| 3                     | Serbia                | 0                     | 0                     | 1                     | 1                     |
| Razem                 | Razem                 | 2                     | 2                     | 2                     | 6                     |